# Discographie de Blue Note Records
La discographie du label de musique jazz Blue Note Records est l'une des plus importantes en nombre et en qualité. Une grande partie des enregistrements ont été des albums studio produits sous la direction d'Alfred Lion et de Francis Wolff. Les deux principales séries ont été celles nommée 1500, produite environ de 1953 à 1958 et la série 4000 qui s'étend de 1958 à 1972. La série BN-LA a suivi dans les années 1970 mais elle contient de nombreuses compilations et rééditions en plus des nouveaux albums studio.

## Principales séries

### 1500
En 1955 Blue Note a effectué le passage des disques LP au format 12 pouces. La série Modern Jazz a continué à paraître en disques LP de 12 pouces. La plupart d'entre eux étaient publiés en versions monophoniques (série BLP) et en versions stéréophoniques (série BST 81000). À partir de 1956, avec l'album Wizard of the Vibes (BLP 1509) de Milt Jackson, le graphiste américain Reid Miles conçoit la plupart des pochettes LP de Blue Note alors qu'à l'origine il n'était pas très intéressé par le jazz mais davantage pour la musique classique. En compagnie du producteur Alfred Lion, de l'ingénieur Rudy Van Gelder et du photographe Frank Wolff, les conceptions de Reid Miles permettent désormais d'identifier l'apparence et le son de Blue Note. La série 4000 de Blue Note a commencé à paraître au milieu des années 1950 avec de nombreux artistes déjà présents sur les séries précédentes. La série 1500 a été systématiquement réédité par Toshiba au Japon (la série Blue Note Works 1500, 20-bit 88,2 kHz sur CD), les numéros de catalogue sont TOCJ-1501, etc. De plus, des enregistrements non parus à l'origine à la fin des années 1950 ont été rendus disponibles sur la série 1600 de Toshiba (20-bit 88,2 kHz sur CD).
| N°   | Artiste                            | Nom de l'album                               | Enregistrement                       |
| ---- | ---------------------------------- | -------------------------------------------- | ------------------------------------ |
| 1501 | Miles Davis                        | Miles Davis Volume 1                         | 9/5/52, 20/4/53                      |
| 1502 | Miles Davis                        | Miles Davis Volume 2                         | 9/5/52, 20/4/53, 6/3/54              |
| 1503 | Bud Powell                         | The Amazing Bud Powell, Vol. 1               | 9/8/49, 1/5/51                       |
| 1504 | Bud Powell                         | The Amazing Bud Powell, Vol. 2               | 1/5/51, 14/8/53                      |
| 1505 | J. J. Johnson                      | The Eminent Jay Jay Johnson Volume 1         | 22/6/53, 24/9/54                     |
| 1506 | J. J. Johnson                      | The Eminent Jay Jay Johnson Volume 2         | 22/6/53, 24/9/54, 6/6/55             |
| 1507 | Art Blakey and the Jazz Messengers | At the Cafe Bohemia, Vol. 1                  | 23/11/55                             |
| 1508 | Art Blakey and the Jazz Messengers | At the Cafe Bohemia, Vol. 2                  | 23/11/55                             |
| 1509 | Milt Jackson                       | Milt Jackson And The Thelonious Monk Quintet | 2/7/48, 23/7/51, 7/4/52              |
| 1510 | Thelonious Monk                    | Genius of Modern Music, Volume 1             | 15/10/47, 24/10/47, 21/11/47         |
| 1511 | Thelonious Monk                    | Genius of Modern Music, Volume 2             | 10/15/47, 24/10/47, 23/7/51, 30/5/52 |
| 1512 | Jimmy Smith                        | A New Sound, A New Star, Volume 1            | 18/2/56                              |
| 1513 | Thad Jones                         | Detroit-New York Junction                    | 13/3/56                              |
| 1514 | Jimmy Smith                        | A New Sound, A New Star, Volume 2            | 11/3/56                              |
| 1515 | Jutta Hipp                         | At the Hickory House, Volume 1               | 5/4/56                               |
| 1516 | Jutta Hipp                         | At the Hickory House, Volume 2               | 5/4/56                               |
| 1517 | Gil Mellé                          | Patterns in Jazz                             | 1/4/56                               |
| 1518 | Horace Silver                      | Horace Silver and the Jazz Messengers        | 13/11/54, 6/2/55                     |
| 1519 | Herbie Nichols                     | Herbie Nichols Trio                          | 7/8/55, 19/4/56                      |
| 1520 | Horace Silver                      | Horace Silver Trio & Art Blakey + Sabu       | 9/10/52, 23/11/53                    |
| 1521 | Art Blakey                         | A Night at Birdland Vol. 1                   | 21/2/54                              |
| 1522 | Art Blakey                         | A Night at Birdland, Vol. 2                  | 21/2/54                              |
| 1523 | Kenny Burrell                      | Introducing Kenny Burrell                    | 29/5/56, 30/5/56                     |
| 1524 | Kenny Dorham                       | 'Round About Midnight at the Cafe Bohemia    | 31/5/56                              |
| 1525 | Jimmy Smith                        | The Incredible Jimmy Smith, Volume 3         | 17/6/56                              |
| 1526 | Clifford Brown                     | Memorial Album                               | 9/6/53, 28/8/53                      |
| 1527 | Thad Jones                         | The Magnificent Thad Jones                   | 14/7/56                              |
| 1528 | Jimmy Smith                        | At Club Baby Grand, Volume 1                 | 4/8/56                               |
| 1529 | Jimmy Smith                        | At Club Baby Grand, Volume 2                 | 4/8/56                               |
| 1530 | Jutta Hipp                         | Jutta Hipp with Zoot Sims                    | 28/7/56                              |
| 1531 | Fats Navarro                       | The Fabulous Fats Navarro, Volume 1          | 26/9/47, 11/10/48, 9/8/49            |
| 1532 | Fats Navarro                       | The Fabulous Fats Navarro, Volume 2          | 13/9/48, 11/10/48                    |
| 1533 | Johnny Griffin                     | Introducing Johnny Griffin                   | 17/4/56                              |
| 1534 | Paul Chambers                      | Whims of Chambers                            | 21/9/56                              |
| 1535 | Kenny Dorham                       | Afro-Cuban                                   | 30/1/55, 29/3/55                     |
| 1536 | J. R. Monterose                    | J. R. Monterose                              | 21/10/56                             |
| 1537 | Lou Donaldson                      | Quartet/Quintet/Sextet                       | 20/6/52, 19/11/52                    |
| 1538 | Lee Morgan                         | Lee Morgan Indeed!                           | 4/11/56                              |
| 1539 | Horace Silver                      | Six Pieces of Silver                         | 10/11/56                             |
| 1540 | Hank Mobley                        | With Donald Byrd and Lee Morgan              | 25/11/56                             |
| 1541 | Lee Morgan                         | Lee Morgan Vol. 2                            | 2/12/56                              |
| 1542 | Sonny Rollins                      | Sonny Rollins, Vol. 1                        | 16/12/56                             |
| 1543 | Kenny Burrell                      | Volume 2                                     | 12/3/56, 29/5/56, 30/5/56            |
| 1544 | Hank Mobley                        | Hank Mobley and his All Stars                | 13/1/57                              |
| 1545 | Lou Donaldson                      | Wailing with Lou                             | 27/1/55                              |
| 1546 | Thad Jones                         | The Magnificent Thad Jones, Volume 3         | 14/7/56, 2/2/57                      |
| 1547 | Jimmy Smith                        | A Date with Jimmy Smith Volume One           | 11/2/57, 13/2/57                     |
| 1548 | Jimmy Smith                        | A Date with Jimmy Smith Volume Two           | 11/2/57                              |
| 1549 | Cliff Jordan/John Gilmore          | Blowing in from Chicago                      | 3/3/57                               |
| 1550 | Hank Mobley                        | With Farmer, Silver, Watkins, Blakey         | 3/8/57                               |
| 1551 | Jimmy Smith                        | At the Organ, Volume 1                       | 12/2/57                              |
| 1552 | Jimmy Smith                        | At the Organ, Volume 2                       | 12/2/57, 13/2/57                     |
| 1553 | Non utilisé                        |                                              |                                      |
| 1554 | Art Blakey                         | Orgy in Rhythm, Volume 1                     | 7/3/57                               |
| 1555 | Art Blakey                         | Orgy in Rhythm, Volume 2                     | 7/3/57                               |
| 1556 | Jimmy Smith                        | The Sounds of Jimmy Smith                    | 11/2/57, 12/2/57, 13/2/57            |
| 1557 | Lee Morgan                         | Lee Morgan Vol. 3                            | 24/3/57                              |
| 1558 | Sonny Rollins                      | Sonny Rollins, Vol. 2                        | 14/4/57                              |
| 1559 | Johnny Griffin                     | A Blowin' Session                            | 6/4/57                               |
| 1560 | Hank Mobley                        | Hank                                         | 21/4/57                              |
| 1561 | Sabu Martinez                      | Palo Congo                                   | 27/4/57                              |
| 1562 | Horace Silver                      | The Stylings of Silver                       | 8/5/57                               |
| 1563 | Jimmy Smith                        | Plays Pretty Just for You                    | 8/5/57                               |
| 1564 | Paul Chambers                      | Paul Chambers Quintet                        | 19/5/57                              |
| 1565 | Clifford Jordan                    | Cliff Jordan                                 | 2/6/57                               |
| 1566 | Lou Donaldson                      | Swing and Soul                               | 9/6/57                               |
| 1567 | Curtis Fuller                      | The Opener                                   | 16/6/57                              |
| 1568 | Hank Mobley                        | Hank Mobley                                  | 23/6/57                              |
| 1569 | Paul Chambers                      | Bass on Top                                  | 14/7/57                              |
| 1570 | Sonny Clark                        | Dial "S" for Sonny                           | 21/7/57                              |
| 1571 | Bud Powell                         | Bud! The Amazing Bud Powell (Vol. 3)         | 3/8/57                               |
| 1572 | Curtis Fuller                      | Bone & Bari                                  | 4/8/57                               |
| 1573 | John Jenkins                       | With Kenny Burrell                           | 11/8/57                              |
| 1574 | Hank Mobley                        | Peckin' Time                                 | 9/2/58                               |
| 1575 | Lee Morgan                         | City Lights                                  | 25/8/57                              |
| 1576 | Sonny Clark                        | Sonny's Crib                                 | 1/9/57                               |
| 1577 | John Coltrane                      | Blue Train                                   | 15/9/57                              |
| 1578 | Lee Morgan                         | The Cooker                                   | 29/9/57                              |
| 1579 | Sonny Clark                        | Sonny Clark Trio                             | 13/9/57                              |
| 1580 | Johnny Griffin                     | The Congregation                             | 23/10/57                             |
| 1581 | Sonny Rollins                      | A Night at the Village Vanguard              | 3/11/57                              |
| 1582 | Clifford Jordan                    | Cliff Craft                                  | 10/11/57                             |
| 1583 | Curtis Fuller                      | Curtis Fuller Volume 3                       | 1/12/57                              |
| 1584 | Louis Smith                        | Here Comes Louis Smith                       | 4/2/58                               |
| 1585 | Jimmy Smith                        | Groovin' at Small's Paradise, Volume 1       | 15/11/57                             |
| 1586 | Jimmy Smith                        | Groovin' at Small's Paradise, Volume 2       | 15/11/57                             |
| 1587 | Bennie Green                       | Back on the Scene                            | 23/3/58                              |
| 1588 | Sonny Clark                        | Cool Struttin'                               | 5/1/58                               |
| 1589 | Horace Silver                      | Further Explorations                         | 13/1/58                              |
| 1590 | Lee Morgan                         | Candy                                        | 18/11/57, 2/2/58                     |
| 1591 | Lou Donaldson                      | Lou Takes Off                                | 15/12/57                             |
| 1592 | Sonny Clark                        | non paru                                     | 8/12/57                              |
| 1593 | Lou Donaldson                      | Blues Walk                                   | 28/7/58                              |
| 1594 | Louis Smith                        | Smithville                                   | 30/3/58                              |
| 1595 | Cannonball Adderley                | Somethin' Else                               | 9/3/58                               |
| 1596 | Kenny Burrell                      | Blue Lights, Volume 1                        | 14/5/58                              |
| 1597 | Kenny Burrell                      | Blue Lights, Volume 2                        | 14/5/58                              |
| 1598 | Bud Powell                         | Time Waits: The Amazing Bud Powell (Vol. 4)  | 25/5/58                              |
| 1599 | Bennie Green                       | Soul Stirrin'                                | 28/4/58                              |

### 4000
La série Modern Jazz a continué à paraître dans les années 1970 avec les disques listés ci-dessous. Beaucoup d'entre eux ont été émis dans les deux versions monophonique (série BLP) et stéréophonique (série BST 84000). Les disques qui ont suivi le numéro 4258 (enregistré le 14 mars 1961), à trois exceptions près: 4263, 4264 et 4265, sont parus uniquement en stéréo. Des changements sont apparus chez Blue Note à la fin des années 1960 : le label a été vendu à Liberty Records en 1965; Reid Miles et Alfred Lion ont pris leur retraite au milieu de l'année 1967; Frank Wolff est décédé en 1971. Mais la plupart des meilleurs albums de jazz du début et du milieu des années 1960 peut être entendu sur les enregistrements de Blue Note. La majorité des 300 premiers numéros de la série 4000 ont été réédités par Toshiba au Japon (série Blue Note Works 4000); les numéros de ce catalogue sont TOCJ-4---.
| N°        | Artiste                                  | Nom de l'album                                     | Enregistrement                       |
| --------- | ---------------------------------------- | -------------------------------------------------- | ------------------------------------ |
| 4001      | Sonny Rollins                            | Newk's Time                                        | 22/9/57                              |
| 4002      | Jimmy Smith                              | House Party                                        | 25/8/57, 25/2/57                     |
| 4003      | Art Blakey and the Jazz Messengers       | Moanin'                                            | 30/10/58                             |
| 4004      | Art Blakey                               | Holiday for Skins, Volume 1                        | 9/11/58                              |
| 4005      | Art Blakey                               | Holiday for Skins, Volume 2                        | 9/11/58                              |
| 4006      | Dizzy Reece                              | Blues in Trinity                                   | 24/8/58                              |
| 4007      | Donald Byrd                              | Off to the Races                                   | 21/12/58                             |
| 4008      | Horace Silver Quintet                    | Finger Poppin'                                     | 1/2/59                               |
| 4009      | Bud Powell                               | The Scene Changes: The Amazing Bud Powell (Vol. 5) | 29/12/58                             |
| 4010      | Bennie Green                             | Walkin' & Talkin'                                  | 25/1/59                              |
| 4011      | Jimmy Smith                              | The Sermon!                                        | 25/8/57, 25/2/58                     |
| 4012      | Lou Donaldson with The Three Sounds      | LD + 3                                             | 18/2/59                              |
| 4013      | Jackie McLean                            | New Soil                                           | 2/5/59                               |
| 4014      | The Three Sounds                         | Bottoms Up!                                        | 11/2/59                              |
| 4015      | Art Blakey                               | At the Jazz Corner of the World, Volume 1          | 15/4/59                              |
| 4016      | Art Blakey                               | At the Jazz Corner of the World, Volume 2          | 15/4/59                              |
| 4017      | Horace Silver                            | Blowin' the Blues Away                             | 29/8/59, 30/8/59, 13/9/59            |
| 4018      | Walter Davis, Jr.                        | Davis Cup                                          | 2/8/59                               |
| 4019      | Donald Byrd                              | Byrd in Hand                                       | 31/5/59                              |
| 4020      | The Three Sounds                         | Good Deal                                          | 20/5/59                              |
| 4021      | Kenny Burrell with Art Blakey            | On View at the Five Spot Cafe                      | 25/8/59                              |
| 4022      | Duke Pearson                             | Profile                                            | 25/10/59                             |
| 4023      | Dizzy Reece                              | Star Bright                                        | 14/11/59, 19/11/59                   |
| 4024      | Jackie McLean                            | Swing, Swang, Swingin'                             | 20/10/59                             |
| 4025      | Lou Donaldson                            | The Time is Right                                  | 31/10/59, 28/11/59                   |
| 4026      | Donald Byrd                              | Fuego                                              | 4/10/59                              |
| 4027      | Freddie Redd                             | The Connection                                     | 15/2/60                              |
| 4028      | Horace Parlan                            | Movin' & Groovin'                                  | 29/2/60                              |
| 4029      | Art Blakey and the Jazz Messengers       | The Big Beat                                       | 6/3/60                               |
| 4030      | Jimmy Smith                              | Crazy! Baby                                        | 4/1/60                               |
| 4031      | Hank Mobley                              | Soul Station                                       | 7/2/60                               |
| 4032      | Sonny Red                                | Out of the Blue                                    | 23/1/60                              |
| 4033      | Dizzy Reece                              | Soundin' Off                                       | 12/5/60                              |
| 4034      | Lee Morgan                               | Lee-Way                                            | 28/4/60                              |
| 4035      | Duke Pearson                             | Tender Feelin's                                    | 16/12/59                             |
| 4036      | Lou Donaldson                            | Sunny Side Up                                      | 5/2/60, 28/2/60                      |
| 4037      | Horace Parlan                            | Us Three                                           | 20/4/60                              |
| 4038      | Jackie McLean                            | Capuchin Swing                                     | 17/4/60                              |
| 4039      | Stanley Turrentine                       | Look Out!                                          | 18/6/60                              |
| 4040      | Freddie Hubbard                          | Open Sesame                                        | 19/6/60                              |
| 4041      | Tina Brooks                              | True Blue                                          | 25/6/60                              |
| 4042      | Horace Silver Quintet                    | Horace-Scope                                       | 8/7/60, 9/7/60                       |
| 4043      | Horace Parlan                            | Speakin' My Piece                                  | 14/7/60                              |
| 4044      | The Three Sounds                         | Moods                                              | 28/6/60                              |
| 4045      | Freddie Redd                             | Shades of Redd                                     | 13/8/60                              |
| 4046      | Duke Jordan                              | Flight to Jordan                                   | 4/8/60                               |
| 4047      | Art Taylor                               | A.T.'s Delight                                     | 6/8/60                               |
| 4048      | Donald Byrd                              | Byrd in Flight                                     | 17/1/60, 25/1/60, 10/7/60            |
| 4049      | Art Blakey and the Jazz Messengers       | A Night in Tunisia                                 | 14/8/60                              |
| 4050      | Jimmy Smith                              | Home Cookin'                                       | 24/5/59, 16/6/59                     |
| 4051      | Jackie McLean                            | Jackie's Bag                                       | 18/1/59                              |
| 4052      | Tina Brooks                              | Back to the Tracks                                 | 1/9/60, 20/10/60                     |
| 4053      | Lou Donaldson                            | Light-Foot                                         | 14/12/58                             |
| 4054      | Art Blakey and the Jazz Messengers       | Meet You at the Jazz Corner of the World Volume 1  | 14/9/60                              |
| 4055      | Art Blakey and the Jazz Messengers       | Meet You at the Jazz Corner of the World Volume 2  | 14/9/60                              |
| 4056      | Freddie Hubbard                          | Goin' Up                                           | 6/11/60                              |
| 4057      | Stanley Turrentine with the Three Sounds | Blue Hour                                          | 16/12/60                             |
| 4058      | Hank Mobley                              | Roll Call                                          | 13/11/60                             |
| 4059      | Kenny Drew                               | Undercurrent                                       | 11/12/60                             |
| 4060      | Donald Byrd                              | At the Half Note Cafe, Volume 1                    | 11/11/60                             |
| 4061      | Donald Byrd                              | At the Half Note Cafe, Volume 2                    | 11/11/60                             |
| 4062      | Horace Parlan                            | Headin' South                                      | 6/12/60                              |
| 4063      | Kenny Dorham                             | Whistle Stop                                       | 15/1/61                              |
| 4064      | Grant Green                              | Grant's First Stand                                | 28/1/61                              |
| 4065      | Stanley Turrentine                       | Comin' Your Way                                    | 20/1/61                              |
| 4066      | Lou Donaldson                            | Here 'Tis                                          | 23/1/61                              |
| 4067      | Jackie McLean                            | Bluesnik                                           | 8/1/61                               |
| 4068      | Baby Face Willette                       | Face to Face                                       | 30/1/61                              |
| 4069      | Stanley Turrentine                       | Up at Minton's, Volume 1                           | 23/2/61                              |
| 4070      | Stanley Turrentine                       | Up at Minton's, Volume 2                           | 23/2/61                              |
| 4071      | Grant Green                              | Green Street                                       | 1/4/61                               |
| 4072      | The Three Sounds                         | Feelin' Good                                       | 28/6/60                              |
| 4073      | Freddie Hubbard                          | Hub Cap                                            | 9/4/61                               |
| 4074      | Horace Parlan                            | On the Spur of the Moment                          | 18/3/61                              |
| 4075      | Donald Byrd                              | The Cat Walk                                       | 2/5/61                               |
| 4076      | Horace Silver Quintet                    | Doin' the Thing                                    | 19/5/61, 20/5/61                     |
| 4077      | Dexter Gordon                            | Doin' Allright                                     | 6/5/61                               |
| 4078      | Jimmy Smith                              | Midnight Special                                   | 25/4/60                              |
| 4079      | Lou Donaldson                            | Gravy Train                                        | 27/4/61                              |
| 4080      | Hank Mobley                              | Workout                                            | 26/3/61                              |
| 4081      | Stanley Turrentine                       | Dearly Beloved                                     | 8/6/61                               |
| 4082      | Horace Parlan                            | Up & Down                                          | 18/6/61                              |
| 4083      | Dexter Gordon                            | Dexter Calling...                                  | 9/5/61                               |
| 4084      | Baby Face Willette                       | Stop and Listen                                    | 22/5/61                              |
| 4085      | Freddie Hubbard                          | Ready for Freddie                                  | 21/8/61                              |
| 4086      | Grant Green                              | Grantstand                                         | 1/8/61                               |
| 4087      | Leo Parker                               | Let Me Tell You 'Bout It                           | 9/9/61                               |
| 4088      | The Three Sounds                         | Here We Come                                       | 13/12/60, 14/12/60                   |
| 4089      | Jackie McLean                            | A Fickle Sonance                                   | 26/10/61                             |
| 4090      | Art Blakey and the Jazz Messengers       | Mosaic                                             | 2/10/61                              |
| 4091      | Sonny Clark                              | Leapin' and Lopin'                                 | 13/11/61                             |
| 4092      | Kenny Clarke                             | The Golden 8                                       | 18/5/61, 19/5/61                     |
| 4093      | Ike Quebec                               | Heavy Soul                                         | 26/11/61                             |
| 4094      | Fred Jackson                             | Hootin' 'n Tootin'                                 | 5/2/62                               |
| 4095      | Leo Parker                               | Rollin' with Leo                                   | 12/10/61, 20/10/61                   |
| 4096      | Stanley Turrentine                       | That's Where It's At                               | 2/1/62                               |
| 4097      | Art Blakey                               | The African Beat                                   | 24/1/62                              |
| 4098      | Ike Quebec                               | Blue and Sentimental                               | 16/12/61, 23/12/61                   |
| 4099      | Grant Green                              | Sunday Mornin'                                     | 4/6/61                               |
| 4100      | Jimmy Smith                              | Plays Fats Waller                                  | 23/1/62                              |
| 4101      | Donald Byrd                              | Royal Flush                                        | 21/9/61                              |
| 4102      | The Three Sounds                         | Hey There                                          | 13/8/61                              |
| 4103      | Ike Quebec                               | Congo Lament                                       | 20/1/62                              |
| 4104      | Art Blakey                               | Buhaina's Delight                                  | 28/11/61, 18/12/61                   |
| 4105      | Ike Quebec                               | It Might as Well Be Spring                         | 9/12/61                              |
| 4106      | Jackie McLean                            | Let Freedom Ring                                   | 19/3/62                              |
| 4107      | Don Wilkerson                            | Preach Brother!                                    | 18/6/62                              |
| 4108      | Lou Donaldson                            | The Natural Soul                                   | 9/5/62                               |
| 4109      | Herbie Hancock                           | Takin' Off                                         | 28/5/62                              |
| 4110      | Horace Silver                            | The Tokyo Blues                                    | 13/7/62, 14/7/62                     |
| 4111      | Grant Green                              | The Latin Bit                                      | 26/4/62                              |
| 4112      | Dexter Gordon                            | Go!                                                | 27/8/62                              |
| 4113      | Freddie Roach                            | Down to Earth                                      | 23/8/62                              |
| 4114      | Ike Quebec                               | Bossa Nova Soul Samba                              | 5/10/62                              |
| 4115      | Freddie Hubbard                          | Hub-Tones                                          | 10/10/62                             |
| 4116      | Jackie McLean                            | The Jackie McLean Quintet                          | 14/6/62                              |
| 4117      | Jimmy Smith                              | Back at the Chicken Shack                          | 25/4/60                              |
| 4118      | Donald Byrd                              | Free Form                                          | 11/12/61                             |
| 4119      | Charlie Rouse                            | Bossa Nova Bacchanal                               | 26/11/62                             |
| 4120      | The Three Sounds                         | It Just Got to Be                                  | 13/12/60, 14/12/60                   |
| 4121      | Don Wilkerson                            | Elder Don                                          | 3/5/62                               |
| 4122      | Stanley Turrentine                       | Jubilee Shout!!!                                   | 18/10/62                             |
| 4123      | Kenny Burrell                            | Midnight Blue                                      | 8/1/63                               |
| 4124      | Donald Byrd                              | A New Perspective                                  | 12/1/63                              |
| 4125      | Lou Donaldson                            | Good Gracious!                                     | 24/1/63                              |
| 4126      | Herbie Hancock                           | My Point of View                                   | 19/3/63                              |
| 4127      | Kenny Dorham                             | Una Mas                                            | 1/4/63                               |
| 4128      | Freddie Roach                            | Mo' Greens Please                                  | 21/1/63, 11/3/63                     |
| 4129      | Stanley Turrentine                       | Never Let Me Go                                    | 13/2/63                              |
| 4130      | John Patton                              | Along Came John                                    | 5/4/63                               |
| 4131      | Horace Silver                            | Silver's Serenade                                  | 7/5/63, 8/5/63                       |
| 4132      | Grant Green                              | Feelin' the Spirit                                 | 21/12/62                             |
| 4133      | Dexter Gordon                            | A Swingin' Affair                                  | 29/8/62                              |
| 4134      | Horace Parlan                            | Happy Frame of Mind                                | 15/2/63                              |
| 4135      | Freddie Hubbard                          | Here to Stay                                       | 27/12/62                             |
| 4136      | Solomon Ilori                            | African High Life                                  | 25/4/63                              |
| 4137      | Jackie McLean                            | One Step Beyond                                    | 30/4/63                              |
| 4138      | Harold Vick                              | Steppin' Out!                                      | 27/5/63                              |
| 4139      | Grant Green                              | Am I Blue                                          | 16/5/63                              |
| 4140      | Joe Henderson                            | Page One                                           | 3/6/63                               |
| 4141      | Jimmy Smith                              | Rockin' the Boat                                   | 7/2/63                               |
| 4142      | Blue Mitchell                            | Step Lightly                                       | 13/8/63                              |
| 4143      | John Patton                              | Blue John                                          | 11/7/63, 2/8/63                      |
| 4144      | Johnny Coles                             | Little Johnny C                                    | 18/7/63, 9/8/63                      |
| 4145      | Don Wilkerson                            | Shoutin'                                           | 29/7/63                              |
| 4146      | Dexter Gordon                            | Our Man in Paris                                   | 23/5/63                              |
| 4147      | Herbie Hancock                           | Inventions and Dimensions                          | 30/8/63                              |
| 4148      | George Braith                            | Two Souls in One                                   | 4/9/63                               |
| 4149      | Hank Mobley                              | No Room for Squares                                | 7/3/63, 2/10/63                      |
| 4150      | Stanley Turrentine                       | A Chip Off the Old Block                           | 21/10/63                             |
| 4151      | Andrew Hill                              | Black Fire                                         | 9/11/63                              |
| 4152      | Joe Henderson                            | Our Thing                                          | 9/9/63                               |
| 4153      | Grachan Moncur III                       | Evolution                                          | 21/11/63                             |
| 4154      | Grant Green                              | Idle Moments                                       | 15/11/63                             |
| 4155      | The Three Sounds                         | Black Orchid                                       | 7/3/62, 8/3/62                       |
| 4156      | Art Blakey and the Jazz Messengers       | The Freedom Rider                                  | 27/5/61                              |
| 4157      | Lee Morgan                               | The Sidewinder                                     | 21/12/63                             |
| 4158      | Freddie Roach                            | Good Move!                                         | 29/11/63, 9/12/63                    |
| 4159      | Andrew Hill                              | Judgment!                                          | 8/1/64                               |
| 4160      | Andrew Hill                              | Smokestack                                         | 13/12/63                             |
| 4161      | George Braith                            | Soulstream                                         | 16/12/63                             |
| 4162      | Stanley Turrentine                       | Hustlin'                                           | 24/1/64                              |
| 4163      | Eric Dolphy                              | Out to Lunch!                                      | 25/2/64                              |
| 4164      | Jimmy Smith                              | Prayer Meetin'                                     | 8/2/63                               |
| 4165      | Jackie McLean                            | Destination... Out!                                | 20/9/63                              |
| 4166      | Joe Henderson                            | In 'n Out                                          | 10/4/64                              |
| 4167      | Andrew Hill                              | Point of Departure                                 | 21/3/64                              |
| 4168      | Freddie Roach                            | Brown Sugar                                        | 18/3/64, 19/3/64                     |
| 4169      | Lee Morgan                               | Search for the New Land                            | 15/2/64                              |
| 4170      | Art Blakey and the Jazz Messengers       | Free For All                                       | 10/2/64                              |
| 4171      | George Braith                            | Extension                                          | 27/3/64                              |
| 4172      | Freddie Hubbard                          | Breaking Point                                     | 7/5/64                               |
| 4173      | Wayne Shorter                            | Night Dreamer                                      | 29/4/64                              |
| 4174      | Big John Patton                          | The Way I Feel                                     | 19/6/64                              |
| 4175      | Herbie Hancock                           | Empyrean Isles                                     | 17/6/64                              |
| 4176      | Dexter Gordon                            | One Flight Up                                      | 2/6/64                               |
| 4177      | Grachan Moncur III                       | Some Other Stuff                                   | 6/7/64                               |
| 4178      | Blue Mitchell                            | The Thing to Do                                    | 30/7/64                              |
| 4179      | Jackie McLean                            | It's Time!                                         | 5/8/64                               |
| 4180      | Anthony Williams                         | Life Time                                          | 21/8/64, 24/8/64                     |
| 4181      | Kenny Dorham                             | Trompeta Toccata                                   | 14/9/64                              |
| 4182      | Wayne Shorter                            | Juju                                               | 3/8/64                               |
| 4183      | Grant Green                              | Talkin' About!                                     | 11/9/64                              |
| 4184      | Sam Rivers                               | Fuchsia Swing Song                                 | 11/12/64                             |
| 4185      | Horace Silver                            | Song for My Father                                 | 31/10/63, 26/10/64                   |
| 4186      | Hank Mobley                              | The Turnaround                                     | 7/3/63, 5/2/65                       |
| 4187      | Larry Young                              | Into Somethin'                                     | 12/11/64                             |
| 4188      | Donald Byrd                              | I'm Tryin' to Get Home                             | 17/12/64, 18/12/64                   |
| 4189      | Joe Henderson                            | Inner Urge                                         | 30/11/64                             |
| 4190      | Freddie Roach                            | All That's Good                                    | 16/10/64                             |
| 4191      | Duke Pearson                             | Wahoo!                                             | 21/11/64                             |
| 4192      | Big John Patton                          | Oh Baby!                                           | 8/3/65                               |
| 4193      | Art Blakey and the Jazz Messengers       | Indestructible                                     | 24/4/64, 15/5/64                     |
| 4194      | Wayne Shorter                            | Speak No Evil                                      | 24/12/64                             |
| 4195      | Herbie Hancock                           | Maiden Voyage                                      | 17/3/65                              |
| 4196      | Freddie Hubbard                          | Blue Spirits                                       | 19/2/65                              |
| 4197      | The Three Sounds                         | Out of This World                                  | 4/2/62, 7/3/62, 8/3/62               |
| 4198      | Bobby Hutcherson                         | Dialogue                                           | 3/4/65                               |
| 4199      | Lee Morga                                | The Rumproller                                     | 21/4/65                              |
| 4200      | Jimmy Smith                              | Softly as a Summer Breeze                          | 28/2/58                              |
| 4201      | Stanley Turrentine                       | Joyride                                            | 14/4/65                              |
| 4202      | Grant Green                              | I Want to Hold Your Hand                           | 31/3/65                              |
| 4203      | Andrew Hill                              | Andrew!!!                                          | 25/6/64                              |
| 4204      | Dexter Gordon                            | Gettin' Around                                     | 28/5/65, 29/5/65                     |
| 4205      | Pete La Roca                             | Basra                                              | 19/5/65                              |
| 4206      | Sam Rivers                               | Contours                                           | 21/5/65                              |
| 4207      | Freddie Hubbard                          | The Night of the Cookers, Volume 1                 | 10/4/65                              |
| 4208      | Freddie Hubbard                          | The Night of the Cookers, Volume 2                 | 9/4/65                               |
| 4209      | Hank Mobley                              | Dippin'                                            | 18/6/65                              |
| 4210      | Ornette Coleman                          | Town Hall Concert, Volume 1                        | 21/12/62                             |
| 4211      | Ornette Coleman                          | Town Hall Concert, Volume 2                        | 21/12/62                             |
| 4212      | Lee Morgan                               | The Gigolo                                         | 25/6/65, 1/7/65                      |
| 4213      | Bobby Hutcherson                         | Components                                         | 10/6/65                              |
| 4214      | Blue Mitchell                            | Down with It!                                      | 14/7/65                              |
| 4215      | Jackie McLean                            | Right Now!                                         | 29/1/65                              |
| 4216      | Anthony Williams                         | Spring                                             | 12/8/65                              |
| 4217      | Andrew Hill                              | Compulsion                                         | 8/10/65                              |
| 4218      | Jackie McLean                            | Action Action Action                               | 16/9/64                              |
| 4219      | Wayne Shorter                            | The All Seeing Eye                                 | 15/10/65                             |
| 4220      | Horace Silver                            | The Cape Verdean Blues                             | 1/10/65                              |
| 4221      | Larry Young                              | Unity                                              | 10/11/65                             |
| 4222      | Lee Morgan                               | Cornbread                                          | 18/9/65                              |
| 4223      | Jackie McLean                            | Jacknife                                           | 24/9/65                              |
| 4224      | Ornette Coleman                          | At the "Golden Circle" Volume 1                    | 3/12/65                              |
| 4225      | Ornette Coleman                          | At the "Golden Circle" Volume 2                    | 4/12/65                              |
| 4226      | Don Cherry                               | Complete Communion                                 | 24/12/65                             |
| 4227      | Joe Henderson                            | Mode for Joe                                       | 27/1/66                              |
| 4228      | Blue Mitchell                            | Bring It Home to Me                                | 6/1/66                               |
| 4229      | John Patton                              | Got a Good Thing Goin'                             | 29/4/66                              |
| 4230      | Hank Mobley                              | A Caddy for Daddy                                  | 18/12/65                             |
| 4231      | Bobby Hutcherson                         | Happenings                                         | 8/2/66                               |
| 4232      | Wayne Shorter                            | Adam's Apple                                       | 3/2/66, 24/2/66                      |
| 4233      | Andrew Hill                              | Involution                                         | 7/3/66                               |
| 4234      | Stanley Turrentine                       | In Memory Of                                       | 3/6/64, 4/9/64                       |
| 4235      | Jimmy Smith                              | Bucket!                                            | 1/2/63                               |
| 4236      | Jackie McLean                            | High Frequency                                     | 18/4/66                              |
| 4237      | Cecil Taylor                             | Unit Structures                                    | 19/5/66                              |
| 4238      | Donald Byrd                              | Mustang!                                           | 24/6/66                              |
| 4239      | John Patton                              | Let 'Em Roll                                       | 11/12/65                             |
| 4240      | Stanley Turrentine                       | Rough 'n' Tumble                                   | 1/7/66                               |
| 4241      | Hank Mobley                              | A Slice of the Top                                 | 18/3/66, 17/6/66                     |
| 4242      | Larry Young                              | Of Love and Peace                                  | 28/7/66                              |
| 4243      | Lee Morgan                               | Delightfulee                                       | 8/4/66, 27/5/66                      |
| 4244      | Bobby Hutcherson                         | Stick-Up!                                          | 14/7/66                              |
| 4245      | Art Blakey                               | Like Someone in Love                               | 7/8/60, 14/8/60                      |
| 4246      | Ornette Coleman                          | The Empty Foxhole                                  | 9/9/66                               |
| 4247      | Don Cherry                               | Symphony for Improvisers                           | 19/9/66                              |
| 4248      | The Three Sounds                         | Vibrations                                         | 25/10/66                             |
| 4249      | Sam Rivers                               | A New Conception                                   | 11/10/66                             |
| 4250      | Horace Silver                            | The Jody Grind                                     | 2/11/66, 23/11/66                    |
| 4251      | Jack Wilson                              | Something Personal                                 | 9/8/66, 10/8/66                      |
| 4252      | Duke Pearson                             | Sweet Honey Bee                                    | 7/12/66                              |
| 4253      | Grant Green                              | Street of Dreams                                   | 16/11/64                             |
| 4254      | Lou Donaldson                            | Lush Life                                          | 20/1/67                              |
| 4255      | Jimmy Smith                              | I'm Movin' On                                      | 31/1/63                              |
| 4256      | Stanley Turrentine                       | The Spoiler                                        | 22/9/66                              |
| 4257      | Blue Mitchell                            | Boss Horn                                          | 17/11/66                             |
| 4258      | Art Blakey and the Jazz Messengers       | The Witch Doctor                                   | 14/3/61                              |
| 4259      | Donald Byrd                              | Blackjack                                          | 9/1/67                               |
| 4260      | Cecil Taylor                             | Conquistador!                                      | 6/10/66                              |
| 4261      | Sam Rivers                               | Dimensions & Extensions                            | 17/3/67                              |
| 4262      | Jackie McLean                            | New and Old Gospel                                 | 24/3/67                              |
| 4263      | Lou Donaldson                            | Alligator Bogaloo                                  | 7/4/67                               |
| 4264      | McCoy Tyner                              | The Real McCoy                                     | 21/4/67                              |
| 4265      | The Three Sounds                         | Live at the Lighthouse                             | 9/6/67, 10/6/67                      |
| 4266      | Larry Young                              | Contrasts                                          | 18/9/67                              |
| 4267      | Duke Pearson                             | The Right Touch                                    | 13/9/67                              |
| 4268      | Stanley Turrentine                       | Easy Walker                                        | 8/7/66                               |
| 4269      | Jimmy Smith                              | Open House                                         | 22/3/60                              |
| 4270      | Jack Wilson                              | Easterly Winds                                     | 22/9/67                              |
| 4271      | Lou Donaldson                            | Mr. Shing-A-Ling                                   | 27/10/67                             |
| 4272      | Blue Mitchell                            | Heads Up!                                          | 17/11/67                             |
| 4273      | Hank Mobley                              | Hi Voltage                                         | 9/10/67                              |
| 4274      | Tyrone Washington                        | Natural Essence                                    | 29/12/67                             |
| 4275      | McCoy Tyner                              | Tender Moments                                     | 1/12/67                              |
| 4276      | Duke Pearson                             | Introducing Duke Pearson's Big Band                | 15/12/67                             |
| 4277      | Horace Silver                            | Serenade to a Soul Sister                          | 23/2/68, 29/3/68                     |
| 4278      | Frank Foster                             | Manhattan Fever                                    | 21/3/68                              |
| 4279      | Herbie Hancock                           | Speak Like a Child                                 | 5/3/68, 6/3/68                       |
| 4280      | Lou Donaldson                            | Midnight Creeper                                   | 15/3/68                              |
| 4281      | John Patton                              | That Certain Feeling                               | 8/3/68                               |
| 4282      | Elvin Jones                              | Puttin' It Together                                | 8/4/68                               |
| 4283      | Booker Ervin                             | The In Between                                     | 12/1/68                              |
| 4284      | Jackie McLean                            | 'Bout Soul                                         | 8/9/67                               |
| 4285      | The Three Sounds                         | Coldwater Flat                                     | 11/4/68, 12/4/68, 15/4/68            |
| 4286      | Stanley Turrentine                       | The Look of Love                                   | 15/4/68                              |
| 4287      | Ornette Coleman                          | New York Is Now!                                   | 29/4/68, 7/5/68                      |
| 4288      | Hank Mobley                              | Reach Out                                          | 19/1/68                              |
| 4289      | Lee Morgan                               | Caramba!                                           | 3/5/68                               |
| 4290      | Lonnie Smith                             | Think!                                             | 23/7/68                              |
| 4291      | Bobby Hutcherson                         | Total Eclipse                                      | 12/7/68                              |
| 4292      | Donald Byrd                              | Slow Drag                                          | 12/5/67                              |
| 4293      | Duke Pearson                             | The Phantom                                        | 11/9/68                              |
| 4294      | Eddie Gale                               | Ghetto Music                                       | 20/9/68                              |
| 4295      | Reuben Wilson                            | On Broadway                                        | 4/10/68                              |
| 4296      | Jimmy Smith                              | Plain Talk                                         | 22/3/60                              |
| 4297      | Wayne Shorter                            | Schizophrenia                                      | 10/3/67                              |
| 4298      | Stanley Turrentine                       | Always Something There                             | 14/10/68, 28/10/68                   |
| 4299      | Lou Donaldson                            | Say It Loud!                                       | 6/11/68                              |
| 4300      | Blue Mitchell                            | Collision in Black                                 | 11/9/68, 12/9/68                     |
| 4301      | The Three Sounds                         | Elegant Soul                                       | 19/9/68, 20/9/68                     |
| 4302      | Kenny Cox                                | Introducing Kenny Cox                              | 9/12/68                              |
| 4303      | Andrew Hill                              | Grass Roots                                        | 5/8/68                               |
| 4304      | Larry Young                              | Heaven on Earth                                    | 9/2/68                               |
| 4305      | Elvin Jones                              | The Ultimate                                       | 6/9/68                               |
| 4306      | John Patton                              | Understanding                                      | 25/10/68                             |
| 4307      | McCoy Tyner                              | Time for Tyner                                     | 17/5/68                              |
| 4308      | Duke Pearson                             | Now Hear This                                      | 2/12/68, 3/12/68                     |
| 4309      | Horace Silver                            | You Gotta Take a Little Love                       | 10/1/69, 17/1/69                     |
| 4310      | Grant Green                              | Goin' West                                         | 30/11/62                             |
| 4311      | Don Cherry                               | Where is Brooklyn?                                 | 11/11/66                             |
| 4312      | Lee Morgan                               | Charisma                                           | 29/9/66                              |
| 4313      | Lonnie Smith                             | Turning Point                                      | 3/1/69                               |
| 4314      | Booker Ervin                             | Back from the Gig                                  | 24/5/68                              |
| 4315      | Stanley Turrentine                       | Common Touch                                       | 30/8/68                              |
| 4316      | Frank Foster                             | non publié                                         | 31/1/69                              |
| 4317      | Reuben Wilson                            | Love Bug                                           | 21/3/69                              |
| 4318      | Lou Donaldson                            | Hot Dog                                            | 25/4/69                              |
| 4319      | Donald Byrd                              | Fancy Free                                         | 9/5/69, 6/6/69                       |
| 4320      | Eddie Gale                               | Black Rhythm Happening                             | 2/5/69                               |
| 4321      | Herbie Hancock                           | The Prisoner                                       | 18/4/69, 21/4/69, 23/4/69            |
| 4322      | Brother Jack McDuff                      | Down Home Style                                    | 10/6/69                              |
| 4323      | Duke Pearson                             | Merry Ole Soul                                     | 25/2/69, 19/8/69                     |
| 4324      | Blue Mitchell                            | Bantu Village                                      | 22/5/69, 23/5/69                     |
| 4325      | Horace Silver -                          | The Best of Horace Silver (compilation)            |                                      |
| 4326      | Lonnie Smith                             | Move Your Hand                                     | 9/8/69                               |
| 4327      | Grant Green                              | Carryin' On                                        | 3/10/69                              |
| 4328      | Jack Wilson                              | Song for My Daughter                               | 28/9/68, 16/12/68, 23/4/69           |
| 4329      | Hank Mobley                              | The Flip                                           | 12/7/69                              |
| 4330      | Andrew Hill                              | Lift Every Voice                                   | 16/5/69                              |
| 4331      | Elvin Jones                              | Poly-Currents                                      | 26/9/69                              |
| 4332      | Wayne Shorter                            | Super Nova                                         | 29/8/69, 2/9/69                      |
| 4333      | Bobby Hutcherson                         | Now!                                               | 5/11/69                              |
| 4334      | Brother Jack McDuff                      | Moon Rappin'                                       | 1/12/69, 2/12/69                     |
| 4335      | Lee Morgan                               | The Sixth Sense                                    | 10/11/67                             |
| 4336      | Stanley Turrentine                       | Another Story                                      | 3/3/69                               |
| 4337      | Lou Donaldson                            | Everything I Play is Funky                         | 22/8/69                              |
| 4338      | McCoy Tyner                              | Expansions                                         | 23/8/68                              |
| 4339      | Kenny Cox                                | Multidirection                                     | 26/11/69                             |
| 4340      | John Patton                              | Accent on the Blues                                | 15/8/69                              |
| 4341      | The Three Sounds                         | Soul Symphony                                      | 26/9/69                              |
| 4342      | Grant Green                              | Green Is Beautiful                                 | 30/1/70                              |
| 4343      | Reuben Wilson                            | Blue Mode                                          | 12/12/69                             |
| 4344      | Duke Pearson                             | How Insensitive                                    | 11/4/69, 14/4/69, 5/5/69             |
| 4345      | Jackie McLean                            | Demon's Dance                                      | 22/12/67                             |
| 4346      | The Thad Jones/ Mel Lewis Orchestra      | Consummation                                       | 20/1/70, 21/1/70, 28/1/70, 25/5/70   |
| 4347      | Art Blakey and the Jazz Messengers       | Roots & Herbs                                      | 18/2/61                              |
| 4348      | Brother Jack McDuff                      | To Seek a New Home                                 | 23/3/70, 24/3/70, 26/3/70            |
| 4349      | Donald Byrd                              | Electric Byrd                                      | 15/5/70                              |
| 4350      | Jimmy McGriff                            | Electric Funk                                      | ??/9/69                              |
| 4351      | Lonnie Smith                             | Drives                                             | 2/1/70                               |
| 4352      | Horace Silver                            | That Healin' Feelin'                               | 8/4/70, 18/6/70                      |
| 4353      | Chick Corea                              | The Song of Singing                                | 7/4/70, 8/4/70                       |
| 4354      | Jeremy Steig                             | Wayfaring Strangers                                | ??/3/70                              |
| 4355      | Joe Williams                             | Worth Waiting For                                  | 5/5/70                               |
| 4356      | Ornette Coleman                          | Love Call                                          | 29/4/68, 7/5/68                      |
| 4357      | Candido Camero                           | Beautiful                                          | 20/10/70, 27/10/70                   |
| 4358      | Jack McDuff                              | Who Knows What Tomorrow's Gonna Bring?             | 1-3/12/70                            |
| 4359      | Lou Donaldson                            | Pretty Things                                      | 9/1/70, 12/6/70                      |
| 4360      | Grant Green                              | Alive!                                             | 15/8/70                              |
| 4361      | Elvin Jones                              | Coalition                                          | 17/7/70                              |
| 4362      | Bobby Hutcherson                         | San Francisco                                      | 15/7/70                              |
| 4363      | Wayne Shorter                            | Odyssey of Iska                                    | 26/8/70                              |
| 4364      | Jimmy McGriff                            | Something to Listen To                             | ??/9/70                              |
| 4365      | Reuben Wilson                            | A Groovy Situation                                 | 18/9/70, 25/9/70                     |
| 4366      | John Patton                              | non paru                                           | 2/10/70                              |
| 4367      | Hank Mobley                              | Thinking of Home                                   | 31/7/70                              |
| 4368      | Horace Silver                            | Total Response                                     | 15/11/70, 29/1/71                    |
| 4369      | Elvin Jones                              | Genesis                                            | 12/2/71                              |
| 4370      | Lou Donaldson                            | Cosmos                                             | 16/7/71                              |
| 4371      | Lonnie Smith                             | non publié                                         | 21/5/70                              |
| 4372      | Richard Groove Holmes                    | Comin' on Home                                     | 19/5/71                              |
| 4373      | Grant Green                              | Visions                                            | 21/5/71                              |
| 4374      | Jimmy McGriff                            | Black Pearl                                        | ??/2/71                              |
| 4375      | Ornette Coleman                          | non publié                                         |                                      |
| 4376      | Bobby Hutcherson                         | Head On                                            | 1/7/71, 3/7/71                       |
| 4377      | Reuben Wilson                            | Set Us Free                                        | 23/7/71                              |
| 4378      | Gene Harris                              | The 3 Sounds                                       | 26-27/7/71, 2-3/8/71                 |
| 4379      | Bobbi Humphrey                           | Flute In                                           | 30/9/71, 1/10/71                     |
| 4380      | Donald Byrd                              | Ethiopian Knights                                  | 25/8/71, 26/8/71                     |
| 4381      | Lee Morgan                               | non publié                                         | 17/9/71, 18/9/71                     |
| 4382      | Ronnie Foster                            | The Two Headed Freap                               | 20/1/72, 21/1/72                     |
| 4383-4412 | non utilisés                             |                                                    |                                      |
| 4413      | Grant Green                              | Shades of Green                                    | 23/11/71, 24/11/71                   |
| 4414      | Elvin Jones                              | Merry-Go-Round                                     | 15/12/71                             |
| 4415      | Grant Green                              | The Final Comedown                                 | 13/12/71, 14/12/71                   |
| 4416      | Bobby Hutcherson                         | Natural Illusions                                  | 2/3/72, 3/3/72                       |
| 4417      | Hank Mobley                              | Thinking of Home                                   | 31/7/70                              |
| 4418      | John Patton                              | Memphis to New York Spirit                         | 2/10/70                              |
| 4419      | McCoy Tyner                              | Extensions                                         | 9/2/70                               |
| 4420      | Horace Silver                            | All                                                | 17/1/72, 14/2/72                     |
| 4421      | Bobbi Humphrey                           | Dig This!                                          | 20/7/72, 21/7/72                     |
| 4422      | Marlena Shaw                             | Marlena                                            | 10/8/72, 11/8/72, 16/8/72            |
| 4423      | Gene Harris                              | Gene Harris of the Three Sounds                    | 29/6/72, 30/6/72                     |
| 4424      | Stanley Turrentine                       | ZT's Blues                                         | 13/9/61                              |
| 4425      | Hank Mobley                              | Far Away Lands                                     | 26/5/67                              |
| 4426      | Lee Morgan                               | The Rajah                                          | 29/11/66                             |
| 4427      | Jackie McLean                            | Tippin' the Scales                                 | 28/9/62                              |
| 4428      | Clifford Brown                           | Alternate Takes                                    | 9/6/53, 20/6/53, 28/8/53             |
| 4429      | Various Artists -                        | The Best of Blue Note, Volume 1                    |                                      |
| 4430      | Bud Powell                               | Alternate Takes                                    | 8/8/49, 14/8/53, 3/8/57, 28/5/58 ... |
| 4431      | Hank Mobley                              | Another Workout                                    | 26/3/61, 5/12/61                     |
| 4432      | Grant Green                              | Born to Be Blue                                    | 1/3/62, 23/12/61                     |
| 4433      | Various Artists -                        | The Best of Blue Note, Volume 2                    |                                      |
| 4434      | The Three Sounds                         | Babe's Blues                                       | 13/8/61                              |
| 4435      | Hank Mobley                              | Straight No Filter                                 | 7/3/63, 5/2/65, 17/6/66              |

### BN-LA
La série BN-LA propose des disques LP au format 12 pouces qui ont commencé à paraître un peu plus tard, surtout durant les années 1970. Elle offre de nombreuses rééditions d'albums provenant de séries précédentes, des albums Best of, des albums live, des compilations ainsi que de nouveaux albums studio.
| N°                | Artiste                                  | Nom de l'album                                | Enregistrement              |
| ----------------- | ---------------------------------------- | --------------------------------------------- | --------------------------- |
| BN-LA 006-F       | McCoy Tyner                              | Extensions                                    | 9/2/72                      |
| BN-LA 007-G       | Moacir Santos                            | Maestro                                       | 1972                        |
| BN-LA 014-G       | Wayne Shorter                            | Moto Grosso Feio                              | 1970                        |
| BN-LA 015-G2      | Elvin Jones                              | Live At The Lighthouse                        | 1972                        |
| BN-LA 024-G       | Lou Donaldson                            | Sophisticated Lou                             | 8/12/72, 11/12/72, 18/12/72 |
| BN-LA 037-G2      | Grant Green                              | Live At The Lighthouse                        | 21/4/72                     |
| BN-LA 047-F       | Donald Byrd                              | Black Byrd                                    | 1972                        |
| BN-LA 054-F       | Horace Silver                            | In Pursuit of the 27th Man                    | 6/10/72, 10/11/72           |
| BN-LA 059-F       | Alphonse Mouzon                          | The Essence of Mystery                        | 13-14-15/12/72              |
| BN-LA 098-G       | Ronnie Foster                            | Sweet Revival                                 | 14-15/12/72                 |
| BN-LA 099-G       | Mickey Tucker/Roland Hanna               | The New Heritage Keyboard Quartet             | 1973                        |
| BN-LA 109-F       | Lou Donaldson                            | Sassy Soul Strut                              | 17-18/4/73                  |
| BN-LA 110-F       | Elvin Jones                              | Mr. Jones                                     | 26/9/69, 13/7/72            |
| BN-LA 140-F       | Donald Byrd                              | Street Lady                                   | 13-14-15/6/73               |
| BN-LA 141-G2      | Gene Harris                              | Yesterday, Today & Tomorrow                   | 14-15/6/73                  |
| BN-LA 142-G       | Bobbi Humphrey                           | Blacks and Blues                              | 6-7-8/6/73                  |
| BN-LA 143-F       | Marlena Shaw                             | From the Depth of My Soul                     | 1973                        |
| BN-LA 152-F       | Herbie Hancock/Willie Bobo               | Succotash                                     | 1964                        |
| BN-LA 158-G2 V.A. |                                          | Decades Of Jazz, Vol. 1                       |                             |
| BN-LA 159-G2 V.A. |                                          | Decades Of Jazz, Vol. 2                       |                             |
| BN-LA 160-G2 V.A. |                                          | Decades Of Jazz, Vol. 3                       |                             |
| BN-LA 169-F       | Cannonball Adderley                      | Somethin' Else                                | 9/3/58                      |
| BN-LA 170-G2      | The Jazz Crusaders                       | Tough Talk                                    | 1963                        |
| BN-LA 171-G2      | Les McCann                               | Fish This Week                                |                             |
| BN-LA 222-G       | Alphonse Mouzon                          | Funky Snakefoot                               | 10-11-12/12/73              |
| BN-LA 223-G       | McCoy Tyner                              | Asante                                        | 21/7/70, 10/9/70            |
| BN-LA 224-G       | Lee Morgan                               | The Last Session (Memorial Album)             | 17-18/9/71                  |
| BN-LA 237-G2      | Grant Green                              | Best Album                                    |                             |
| BN-LA 249-G       | Bobby Hutcherson                         | Live at Montreux                              |                             |
| BN-LA 250-G       | Ronnie Foster                            | Live at Montreux                              |                             |
| BN-LA 251-G       | Marlena Shaw                             | Live at Montreux                              |                             |
| BN-LA 252-G       | Bobbi Humphrey                           | Live At Montreux                              |                             |
| BN-LA 257-G       | Bobby Hutcherson                         | Cirrus                                        | 17-18/4/74                  |
| BN-LA 258-G       | Don Minasi                               | When Joanna Loved Me                          |                             |
| BN-LA 259-G       | Lou Donaldson                            | Sweet Lou                                     | 14-19-21/3/74               |
| BN-LA 260-G       | Moacir Santos                            | Saudade                                       | 5-12/3/74                   |
| BN-LA 261-G       | Ronnie Foster                            | On The Avenue                                 | 30/4/74, 1/5/74             |
| BN-LA 267-G       | Clifford Brown                           | Brownie Eyes                                  | 9/6/74, 28/8/74             |
| BN-LA 313-G       | Gene Harris                              | Astral Signal                                 | 13/8/74                     |
| BN-LA 317-G       | Duke Pearson                             | It Could Only Happen with You                 | 13/2/70, 10/4/70            |
| BN-LA 344-G       | Bobbi Humphrey                           | Satin Doll                                    | 20/6/74, 22/7/74, 5/8/74    |
| BN-LA 356-H2      | Freddie Hubbard                          | Best Album                                    |                             |
| BN-LA 368-G       | Donald Byrd                              | Stepping into Tomorrow                        | 11/74, 12/74                |
| BN-LA 369-G       | Bobby Hutcherson                         | Linger Lane                                   | 16/1/75                     |
| BN-LA 370-G       | The Waters                               |                                               |                             |
| BN-LA 392-H2      | The Thad Jones / Mel Lewis Orchestra     | Thad Jones - Mel Lewis Best Album             |                             |
| BN-LA 393-H2      | Dexter Gordon                            | Best Album                                    |                             |
| BN-LA 394-H2      | Stanley Turrentine                       | Best Album                                    |                             |
| BN-LA 395-H2      | Chick Corea                              | Best Album                                    |                             |
| BN-LA 397-G       | Marlena Shaw                             | Who Is This Bitch Anyway?                     |                             |
| BN-LA 398-G       | Alphonse Mouzon                          | Mind Transplant                               |                             |
| BN-LA 399-H2      | Herbie Hancock                           | Best Album                                    |                             |
| BN-LA 400-H2      | Jimmy Smith                              | Best Album                                    |                             |
| BN-LA 401-H2      | Sonny Rollins                            | Best Album                                    |                             |
| BN-LA 402-H2      | Horace Silver                            | Best Album                                    |                             |
| BN-LA 406-G       | Horace Silver                            | Silver 'n Brass                               | 10/1/75, 17/1/75            |
| BN-LA 425-G       | Ronnie Foster                            | Cheshire Cat                                  | 21/3/75, 24/3/75            |
| BN-LA 426-G       | Don Minasi                               | I Have The Feeling I've Been Here Before      |                             |
| BN-LA 451-H2      | Paul Chambers/John Coltrane              | High Step                                     | 20/4/55, 21/9/56            |
| BN-LA 452-G       | Ronnie Laws                              | Pressure Sensitive                            | 3/75, 4/75                  |
| BN-LA 453-H2      | Sam Rivers                               | Involution                                    | 7/3/66, 17/3/67             |
| BN-LA 456-H2      | Lester Young                             | The Aladdin Sessions                          | 10/45, 29/12/48             |
| BN-LA 457-H2      | Jackie McLean                            | Jacknife                                      | 24/9/65                     |
| BN-LA 458-H2      | Cecil Taylor                             | In Transition                                 | 10/12/55, 15/4/59           |
| BN-LA 459-H2      | Andrew Hill                              | One for One                                   | 10/2/65, 1/8/69, 16.23/1/70 |
| BN-LA 460-H2      | McCoy Tyner                              | Cosmos                                        | 22/11/68, 4/4/69, 21/7/70   |
| BN-LA 461-H2      | Gil Evans                                | Pacific Standard Time                         | 9/4/58, 5/2/59              |
| BN-LA 462-G       | Carmen McRae                             | I Am Music                                    | 4/75                        |
| BN-LA 463-G       | Moacir Santos                            | Carnival of The Spirits                       |                             |
| BN-LA 464-G       | Eddie Henderson                          | Sunburst                                      | 3/75, 4/75                  |
| BN-LA 472-H2      | Chick Corea                              | Circling In                                   |                             |
| BN-LA 473-J2      | Art Blakey                               | Live Messengers                               | 9/3/61, 18/3/62             |
| BN-LA 474-H2      | Horace Silver                            | The Trio Sides                                | 9/10/52, 25/3/68            |
| BN-LA 475-H2      | Sonny Rollins                            | More From The Vanguard                        | 3/11/57                     |
| BN-LA 483-H2      | Jackie McLean                            | Hipnosis                                      | 14/6/62, 3/2/67             |
| BN-LA 485-H2      | Herbie Nichols                           | The Third World                               | 6/5/55, 19/4/56             |
| BN-LA 488-H2      | Booker Ervin                             | Back From The Gig                             | 15/2/63, 24/6/68            |
| BN-LA 496-H2      | Freddie Hubbard                          | Here To Stay                                  | 27/12/62                    |
| BN-LA 506-H2      | Elvin Jones                              | The Prime Elements                            | 14/3/69, 26/7/73            |
| BN-LA 507-H2      | Fats Navarro                             | Prime Source                                  | 27/9/47, 8/8/49             |
| BN-LA 519-G       | Gene Harris                              | Nexus                                         | 05-06/75                    |
| BN-LA 520-H2      | Chico Hamilton                           | Peregrinations                                | 9-10/7/75                   |
| BN-LA 521-H2      | Johnny Griffin/John Coltrane/Hank Mobley | Blowin' Sessions                              | 8/4/57                      |
| BN-LA 529-H2      | Paul Horn                                | in India                                      | 1976                        |
| BN-LA 530-H2      | The Jazz Crusaders                       | The Young Rabbits                             | 01/62, 11/7/68              |
| BN-LA 531-H2      | Wes Montgomery                           | Beginnings                                    | 30/12/57, 22/4/58           |
| BN-LA 532-H2      | Gerry Mulligan/Lee Konitz                | Revelation                                    | 23/1/53                     |
| BN-LA 533-H2      | T-Bone Walker                            | Classics Of Modern Blues                      |                             |
| BN-LA 534-G       | Jimmy Witherspoon                        | Spoonful                                      | 1975                        |
| BN-LA 541-G       | John Lee/Gerry Brown                     | Mango Sunrise                                 | 6/75, 7/75                  |
| BN-LA 549-G       | Donald Byrd                              | Places and Spaces                             | 18/8/75, 25/8/75            |
| BN-LA 550-G       | Bobbi Humphrey                           | Fancy Dancer                                  | 5/8/75                      |
| BN-LA 551-G       | Bobby Hutcherson                         | Montara                                       | 12-14/8/75                  |
| BN-LA 579-H2      | Thelonious Monk                          | The Complete Genius                           |                             |
| BN-LA 581-G       | Horace Silver                            | Silver 'n Wood                                | 7/11/75, 2-3/1/76           |
| BN-LA 582-J2      | Lee Morgan                               | The Procrastinator                            | 14/7/67                     |
| BN-LA 584-G       | Alphonse Mouzon                          | The Man Incognito                             | 2/12/75                     |
| BN-LA 590-H2      | Milt Jackson                             | All Star Bags                                 |                             |
| BN-LA 591-H2      | Art Pepper                               | Early Art                                     | 1977                        |
| BN-LA 596-G       | Earl Klugh                               | Earl Klugh                                    | 01;02/76                    |
| BN-LA 598-H2      | Randy Weston                             | Little Niles                                  | 1958/1959                   |
| BN-LA 606-G       | Marlena Shaw                             | Just a Matter of Time                         | 2/76                        |
| BN-LA 615-G       | Bobby Hutcherson                         | Waiting                                       | 24,25,26/2/76               |
| BN-LA 622-G       | Chico Hamilton                           | Chico Hamilton And The Prayers                | 1976                        |
| BN-LA 628-H       | Ronnie Laws                              | Fever                                         | 1976                        |
| BN-LA 632-H2      | Jean-Luc Ponty                           | Cantaloupe Island                             |                             |
| BN-LA 633-G       | Donald Byrd                              | Caricatures                                   | 4-5/76                      |
| BN-LA 634-G       | Gene Harris                              | In A Special Way                              |                             |
| BN-LA 635-G       | Carmen McRae                             | Can't Hide Love                               | 3/5/76, 12/5/76             |
| BN-LA 636-G       | Eddie Henderson                          | Heritage                                      | 2/4/76                      |
| BN-LA 645-G       | Barbara Carroll                          | Barbara Carroll                               | 5/76                        |
| BN-LA 663-J2 V.A. |                                          | Blue Note Live At The Roxy                    |                             |
| BN-LA 664-G       | Robbie Krieger                           | Robbie Krieger And Friends                    |                             |
| BN-LA 667-G       | Earl Klugh                               | Living Inside Your Love                       | 1976                        |
| BN-LA 690-J2      | War                                      | Platinum Jazz                                 |                             |
| BN-LA 699-G       | Bobbi Humphrey                           | Bobbi Humphrey's Best                         |                             |
| BN-LA 700-G       | Donald Byrd                              | Donald Byrd's Best                            |                             |
| BN-LA 701-G       | John Lee/Gerry Brown                     | Still Can't Say Enough                        |                             |
| BN-LA 708-G       | Horace Silver                            | Silver 'n Voices                              | 24/9/76, 1/10/76            |
| BN-LA 709-H2      | Carmen McRae                             | Carmen McRae at The Great American Music Hall |                             |
| BN-LA 710-G       | Bobby Hutcherson                         | The View from the Inside                      | 4,5,6/8/76                  |
| BN-LA 711-G       | Willie Bobo                              | Tomorrow Is Here                              | 10/76, 1/77                 |
| BN-LA 730-H       | Ronnie Laws                              | Friends And Strangers                         | 1/77, 3/77                  |
| BN-LA 736-H       | Noel Pointer                             | Phantazia                                     |                             |
| BN-LA 737-H       | Earl Klugh                               | Finger Paintings                              | 1977                        |
| BN-LA 738-G       | Maxi Anderson                            | Maxi                                          |                             |
| BN-LA 760-H -     | Gene Harris                              | Tone Tantrum                                  | 3/77, 4/77                  |
| BN-LA 789-G       | Bobby Hutcherson                         | Knucklebean                                   | 1977                        |
| BN-LA 819-H       | Rico Rodrigues                           | Man From Wareika                              |                             |
| BN-LA 853-H       | Horace Silver                            | Silver 'n Percussion                          |                             |
| BN-LA 870-H V.A.  |                                          | Blue Note Meet The L.A. Philharmonic          |                             |
| BN-LA 882-J2      | Chick Corea                              | Circulus                                      |                             |
| BN-LA 883-J2      | Stanley Turrentine                       | Jubilee Shout!!!                              | 20/1/61, 18/10/62           |
| BN-LA 945-H       | Horace Silver                            | Sterling Silver                               | 10/11/56, 28/1/64           |